# Dem Slackers
Kevin van Veelen (Utrecht, 29 augustus 1991) is een Nederlandse dj en producer.
Zijn muziek wordt onder andere gedraaid door prominente dj's als Tiësto, Fake Blood, Crookers, Steve Aoki, Don Rimini, Sinden en Tommy Sunshine . Dem Slackers heeft remixes gemaakt voor namen als Lil’ Wayne, Ashton Shuffle en Mightyfools. Daarnaast toerde hij al door Hongarije, België, Nederland en de UK
Dem Slackers heeft twee ep's uitgebracht, The Joker en Let's Go, een daarvan werd uitgebracht op Wearhouse en de andere op BMKLTSCH RCRDS.

## Discografie

### Ep's
- 2009 Dem Slackers – The Joker EP
- 2010 Dem Slackers – Let’s Go EP
- 2011 Dem Slackers - Million Dollars EP
- 2011 Dem Slackers - Global Grind EP

### Remixes
2009
- Foamo – Rockerman (Dem Slackers)
- Aspin & Dipace – Hoover The Club (Dem Slackers Remix)
- Mightyfools – Amsterdam (Dem Slackers Remix)
- Boemklatsch – Bonafied (Dem Slackers Remix)
- Bombermen – Alcatrax Vol. 4 (Dem Slackers Remix)
- Bombermen – Alcatrax Vol. 4 (Dem Slackers Dub Mix)
- Will Bailey & Digital Filth – Krusher (Dem Slackers Remix)
- Soda ‘N’ Suds – Fuck House (Dem Slackers Remix)
- Jon Kennedy & Mr. Eyez – Jakk’d N Screw’D (Dem Slackers vs Mom & Dad Remix)
- Headshotboyz – San FranDisco (Dem Slackers Remix)
- De Grote Vinnie Donnie en Sjakie Show – De Koffee Was Up (Dem Slackers Remix)

2010
- Mom & Dad – Judas (Dem Slackers Remix)
- Sandro Silva & Anjiro Rijo – Fifty What (Dem Slackers Remix)
- DJ Irwan Feat. Lil Wayne – That Money (Dem Slackers Remix)
- Slap In The Bass – Surko (Boemklatsch vs Dem Slackers Remix)
- Nobody Beats the Drum - Purple Cactus (Dem Slackers Remix)

2011
- Peace Treaty - Change (Dem Slackers remix)
- Danny T feat Oh Snap!! – Wine Ya Waistline (Dem Slackers remix)
- The Aston Shuffle - Start Again Ft. Lovers Electric (Dem Slackers Remix)
- Malente & Azzido Da Bass - Hunting (Dem Slackers & Fake ID Remix)